# Troisième An
Le Troisième An est la troisième année de probation religieuse, étape ultime de la formation de tout jésuite, qu’il soit prêtre ou pas. C’est un approfondissement et une récapitulation spirituelle de ce que fut l'ensemble des années de formation séculière et religieuse. Il dure généralement de six à neuf mois. Suivant l’exemple de la Compagnie de Jésus, beaucoup de congrégations religieuses apostoliques ont adopté l'idée d’un Troisième An comme dernière année de formation religieuse.

## Objectif et sens
Comme dans tout ordre ou congrégation religieuse (catholique) celui qui souhaite devenir jésuite commence par faire un noviciat, période de deux ans durant laquelle se fait, à l’aide des Exercices Spirituels un « discernement spirituel », c’est-à-dire un choix conscient, libre et décisif de l’orientation à donner à sa vie comme réponse d’amour à un appel de Dieu.
À ces deux années de première probation religieuse, correspond à la fin de la formation religieuse une troisième année de probation - le Troisième An - durant lequel se font à nouveau les Exercices Spirituels. 
Dans les Constitutions de la Compagnie de Jésus, Saint Ignace écrit : « Il sera utile à ceux qui auront été envoyés aux études, (...) de se consacrer plus diligemment à l’école du cœur pendant le terme de la dernière probation. Ils mettront l’accent sur les choses de l’esprit et du corps pour progresser en humilité et abnégation de tout amour sensible (...) afin qu’ayant progressé eux-mêmes, ils aident mieux les autres à progresser spirituellement pour la gloire de Dieu Notre Seigneur » [Const. N°516]
Ainsi, à la fin d’une formation de 12 à 15 ans chaque jésuite, « dans une expérience concrète et personnelle de la Compagnie, réalise une synthèse de la formation spirituelle, apostolique et intellectuelle ou technique, où toute sa personnalité s’unifiera dans le Seigneur » (Normes complémentaires, N°125]. 
Le Troisième An prépare ainsi à l’engagement dans la Compagnie de Jésus par les derniers vœux auquel le jésuite sera appelé dans les années qui suivent.

## Origine du Troisième An
Les étapes de la formation jésuite reprennent les moments successifs du chemin suivi par Saint Ignace. L’idée et l’inspiration du Troisième An est à chercher dans la courte période vénitienne de la vie du saint (en 1537-1538). 
Ignace et ses amis dans le Seigneur ont terminé leurs études à Paris. Ils se retrouvent dans la région de Venise où ils sont ordonnés prêtres. Dans l’attente d’un navire qui les emmènera en Terre sainte, ils vivent ensemble, servent dans les hôpitaux et connaissent leur 'école du cœur'. Pour un temps les activités apostoliques ne sont pas prioritaires dans leur vie. Ignace lui-même reconnaît que c’est alors qu’il retrouve une facilité à prier qui lui faisait défaut durant les années d’études.

## Aujourd’hui
S’il s’y sent prêt, un jésuite est invité par son provincial à faire son Troisième an quelques années après son ordination sacerdotale, généralement lorsqu’il est déjà jésuite depuis 12 à 15 ans.  Cette troisième probation est faite sous la direction d’un ‘Instructeur’ qui en est le guide spirituel: elle dure de six à neuf mois durant lesquels sont faits une seconde fois les Exercices spirituels. Les groupes sont internationaux donnant ainsi aux ceux qui font leur Troisième An une expérience de l’universalité de leur vocation dans la Compagnie de Jésus.